# اینکاهواسی
اینکاهواسی (به اسپانیایی: Volcán Incahuasi) یک کوه و آتشفشان در شیلی است که در استان کاتامارکا واقع شده‌است. اینکاهواسی ۶٬۶۲۱ or ۶٬۶۳۸ متر بالاتر از سطح دریا واقع شده‌است.